# (287) Neftis
(287) Neftis es un asteroide perteneciente al cinturón de asteroides descubierto el 25 de agosto de 1889 por Christian Heinrich Friedrich Peters desde el observatorio Litchfield de Clinton, Estados Unidos.
Está nombrado por Neftis, una diosa de la mitología egipcia.

## Características orbitales
Neftis orbita a una distancia media de 2,353 ua del Sol, pudiendo alejarse hasta 2,407 ua. Tiene una inclinación orbital de 10,03° y una excentricidad de 0,02301. Emplea en completar una órbita alrededor del Sol 1318 días.